# تامه‌زو تاریتا
تامه‌زو تاریتا (انگلیسی: Tamezō Narita؛ ۱۵ دسامبر ۱۸۹۳ – ۲۹ اکتبر ۱۹۴۵ (۵۱ سال)) آهنگساز اهل ژاپن بود.